# Élections législatives de 1852 dans l'Aisne
Les élections législatives françaises de 1852 se déroulent le 29 février 1852. Dans le département de l'Aisne, quatre députés sont à élire dans le cadre de quatre circonscriptions.

## Élus
|   | Circonscription | Député élu                    |  | Parti        |
| - | --------------- | ----------------------------- |  | ------------ |
| + | Première        | Ernest Hébert                 |  | Bonapartiste |
| + | Seconde         | Louis de Cambacérès           |  | Bonapartiste |
| + | Troisième       | Albert Debrotonne             |  | Bonapartiste |
| + | Quatrième       | Ernest Geoffroy de Villeneuve |  | Bonapartiste |

## Résultats

### Résultats à l'échelle du département
|                | Candidats officiels      | 79 567  | 89,07  | 4 |  |  |
|                | Dissidents bonapartistes | 2 750   | 2,08   | 0 |  |  |
|                | Bonapartistes            | 82 317  | 91,15  | 4 |  |  |
|                |                          |         |        |   |  |  |
|                | Opposition républicaine  | 7 015   | 7,85   | 0 |  |  |
|                |                          |         |        |   |  |  |
|                |                          |         |        |   |  |  |
| Exprimés       | Exprimés                 | 89 332  | 94,01  |   |  |  |
| Blancs et nuls | Blancs et nuls           | 5 696   | 5,99   |   |  |  |
| Total          | Total                    | 95 028  | 59,61  |   |  |  |
| Abstention     | Abstention               | 64 388  | 40,39  |   |  |  |
| Inscrits       | Inscrits                 | 159 416 | 100,00 |   |  |  |

### Résultats par circonscription

#### Première circonscription
- Député élu : Ernest Hébert (Bonapartiste).

|                | Ernest Hébert  | Bonapartiste   | 22 848 | 100,00 |  |  |
|                |                |                |        |        |  |  |
| Exprimés       | Exprimés       | Exprimés       | 22 848 | 92,81  |  |  |
| Blancs et nuls | Blancs et nuls | Blancs et nuls | 1 770  | 7,19   |  |  |
| Total          | Total          | Total          | 24 618 | 61,90  |  |  |
| Abstention     | Abstention     | Abstention     | 15 150 | 38,10  |  |  |
| Inscrits       | Inscrits       | Inscrits       | 39 768 | 100,00 |  |  |

#### Seconde circonscription
- Député élu : Étienne de Cambacérès (Bonapartiste).

|                | Étienne de Cambacérès | Bonapartiste   | 17 810 | 100,00 |  |  |
|                |                       |                |        |        |  |  |
| Exprimés       | Exprimés              | Exprimés       | 17 810 | 96,05  |  |  |
| Blancs et nuls | Blancs et nuls        | Blancs et nuls | 732    | 3,95   |  |  |
| Total          | Total                 | Total          | 18 542 | 51,73  |  |  |
| Abstention     | Abstention            | Abstention     | 17 303 | 48,27  |  |  |
| Inscrits       | Inscrits              | Inscrits       | 35 845 | 100,00 |  |  |

#### Troisième circonscription
- Député élu : Albert Debrotonne (Bonapartiste).

|                | Albert Debrotonne  | Bonapartiste        | 18 843 | 86,22  |  |  |
|                | Alexandre Chaseray | Républicain radical | 3 011  | 13,78  |  |  |
|                |                    |                     |        |        |  |  |
| Exprimés       | Exprimés           | Exprimés            | 21 854 | 93,06  |  |  |
| Blancs et nuls | Blancs et nuls     | Blancs et nuls      | 1 629  | 6,94   |  |  |
| Total          | Total              | Total               | 23 483 | 52,87  |  |  |
| Abstention     | Abstention         | Abstention          | 20 934 | 47,13  |  |  |
| Inscrits       | Inscrits           | Inscrits            | 44 417 | 100,00 |  |  |

#### Quatrième circonscription
- Député élu : Ernest Geoffroy de Villeneuve (Bonapartiste).

|                | Ernest Geoffroy de Villeneuve | Bonapartiste           | 20 066 | 74,82  |  |  |
|                | Edmond de Tillancourt         | Républicain            | 4 004  | 14,93  |  |  |
|                | M. de Lostanges-Beduer        | Dissident bonapartiste | 2 750  | 10,25  |  |  |
|                |                               |                        |        |        |  |  |
| Exprimés       | Exprimés                      | Exprimés               | 26 820 | 94,49  |  |  |
| Blancs et nuls | Blancs et nuls                | Blancs et nuls         | 1 565  | 5,51   |  |  |
| Total          | Total                         | Total                  | 28 385 | 72,07  |  |  |
| Abstention     | Abstention                    | Abstention             | 11 001 | 27,93  |  |  |
| Inscrits       | Inscrits                      | Inscrits               | 39 386 | 100,00 |  |  |

## Rappel des résultats départementaux des élections de 1849

### Elus en 1849
| Député                                     | Parti / Groupe / Idéologie | Parti / Groupe / Idéologie |
| ------------------------------------------ | -------------------------- | -------------------------- |
| M. Odilon Barrot                           |                            | Droite                     |
| M. Quentin Bauchart                        |                            | Bonapartiste               |
| M. Charles Broquart des Bussières          |                            | Droite                     |
| M. Étienne de Cambacérès                   |                            | Bonapartiste               |
| M. Albert Debrotonne                       |                            | Droite                     |
| M. Camille Godelle                         |                            | Bonapartiste               |
| M. Ernest André Marie Constant Hébert      |                            | Droite                     |
| M. Antoine Fouquier d'Hérouel              |                            | Bonapartiste               |
| M. François de Clerc de Ladévèze           |                            | Droite                     |
| M. Auguste Jean Alexandre Law de Lauriston |                            | Droite                     |
| M. Armand Lherbette                        |                            | Droite                     |
| M. Alphonse Paillet                        |                            | Droite                     |